# Osamu Miyazaki
Osamu Miyazaki, född 23 januari 1966 i Yamaguchi prefektur är en japansk roadracingförare. Han var aktiv som Grand Prix-förare från Roadracing-VM 1991 till Roadracing-VM 2002 i 250GP-klassen. Hans största framgång var segern i Japans Grand Prix 2002, där han ställde upp som wild card-förare. Miyazaki körde annars endast tre hela VM-säsonger - 1996, 1997 och 1998 - övriga år körde han endast de VM-deltävlingar som gick i Japan.